# 로마 문자를 사용하는 언어
아래의 언어들은 로마 문자를 사용하는 언어이다.

## 계통적 구분

### 인도유럽어족
- 영어
- 프랑스어
- 독일어
- 네덜란드어
- 이탈리아어
- 스페인어
- 카탈루냐어
  - 발렌시아어
- 포르투갈어
- 덴마크어
- 스웨덴어
- 노르웨이어
- 라틴어
- 루마니아어 (라틴 부흥 운동의 결과로 루마니아 공국이 수립된 뒤인 1860년에 키릴 문자에서 로마자로 교체)
- 몰도바어 (1946-1991년까지는 키릴 문자를 써 왔고, 몰도바에서는 로마자를 쓰지만 트란스니스트리아는 키릴 문자를 공식적으로 사용)
- 폴란드어
- 라디노어 (히브리 문자, 키릴 문자, 그리스 문자도 사용)
- 세르비아어 (공식적으로 키릴 문자 사용)
- 몬테네그로어 (키릴 문자도 사용)
- 크로아티아어
- 알바니아어

### 우랄어족
- 핀란드어
- 헝가리어

### 바스크어족
- 바스크어

### 오스트로네시아어족
- 타갈로그어
- 말레이시아어 (주로 로마자를 쓰며 제한적으로 아랍 문자 사용)
- 인도네시아어
- 찌아찌아어 (한글도 비공식적으로 사용)

### 오스트로아시아어족
- 베트남어

### 아프리카아시아어족
- 하우사어 (아랍 문자를 사용하기도 하나, 로마자 사용이 보편적)
- 베르베르어 (아랍 문자, 티피나그 문자도 사용)

### 튀르크어족
- 튀르키예어
- 우즈베크어 (키릴 문자가 자주 사용되지만 우즈베키스탄 정부는 라틴 문자 사용을 권장)
- 카자흐어 (아랍 문자, 키릴 문자로 쓰이기도 하나, 현 카자흐스탄 정부가 2025년까지 카자흐어 표기 문자를 라틴 문자로 바꾸려는 계획 발표)
- 아제르바이잔어 (주로 로마자를 사용하나,

가끔씩 키릴 문자와 아랍 문자도 사용)